# Richard Hellmann
Richard Hellmann (Schönebegk, Prusia, ahora Vetschau, Alemania; 22 de junio de 1876-Nueva York, Estados Unidos; 3 de febrero de 1971) fue un empresario alemán, fundador de la empresa y marca de mayonesa Hellmann's.

## Biografía
En 1903, Richard Hellmann emigró de Vetschau, Alemania, a la ciudad de Nueva York, donde en agosto de 1904 se casó con Margaret Vossberg, cuyos padres tenían una tienda de comida delicatessen. A mediados de 1905, Hellmann abrió su propia tienda delicatessen en 490 Columbus Avenue; allí desarrolló su primera mayonesa lista para usar, que servía en pequeñas cantidades a los clientes. La mayonesa fue tan popular que comenzó a venderla a granel a otras tiendas, mejorando constantemente la receta para evitar que se echara a perder con el tiempo.
En 1913, y después de un prolongado éxito en ventas, Hellmann construyó una fábrica para producir la mayonesa en cantidades aún mayores, empezando a venderla el 1 de septiembre de ese año bajo el nombre de Hellmann's Blue Ribbon Mayonnaise, y vio que las ventas aumentaron considerablemente luego de que cambiara los grandes frascos de piedra a pequeños frascos de vidrio transparente que podrían ser reutilizados para otros productos en conservas de la casa, después de agregarles un anillo de goma por un centavo.
En mayo de 1914, se simplificó la etiqueta de tres cintas a una sola cinta azul y registró la misma junto con el nombre "Blue Ribbon Mayonnaise". En 1915, vendió su tienda y abrió otra fábrica pequeña de mayonesa en 120 Lawrence Street (ahora West 126th) en Manhattan; a finales de año tuvo una fábrica más grande en 495/497 Steinway Street en Long Island City. En febrero de 1916, se formó la empresa Richard Hellman, Inc., e innovó brevemente con otros productos, como el rábano picante y el pan de centeno antes de decidir concentrarse en la mayonesa y expandir la distribución fuera del área de Nueva York. En noviembre de 1919, autorizó bajo licencia a John Behrmann a hacer la mayonesa en Chicago.
En 1920, el New York Tribune solicitó a tres chefs que calificaran marcas comerciales de aderezo para ensaladas, siendo la mayonesa Hellman's consideraba la mejor; señalando que tenía más aceite (85 %) que cualquier otro aderezo para ensaladas que probaron. Esto ayudó a impulsar las ventas.
El 29 de julio de 1920, Hellmann se convirtió en ciudadano estadounidense. Más tarde ese año, su esposa Margaret Hellmann murió. El 11 de mayo de 1922 se casó con su segunda esposa, Nina Maxwell, hija del Sr. y la Sra. William J. Maxwell. Hellmann fusionó su empresa con Best Foods en 1927 y se retiró de la administración activa de la compañía, aunque continuó ejerciendo como miembro del directorio de la empresa fusionada. También fue presidente de Richell, Inc., en Scarsdale, y director de Fulton Savings Bank en Brooklyn. Le sobreviven su viuda, cuatro hijos y muchos nietos y bisnietos.